# Lishimen Shuiku
Lishimen Shuiku (kinesiska: 里石门水库) är en reservoar i Kina. Den ligger i provinsen Zhejiang, i den östra delen av landet, omkring 140 kilometer söder om provinshuvudstaden Hangzhou. Lishimen Shuiku ligger 175 meter över havet. Arean är 4,1 kvadratkilometer. I omgivningarna runt Lishimen Shuiku växer i huvudsak blandskog. Den sträcker sig 3,0 kilometer i nord-sydlig riktning, och 6,2 kilometer i öst-västlig riktning.
Genomsnittlig årsnederbörd är 2 209 millimeter. Den regnigaste månaden är juni, med i genomsnitt 377 mm nederbörd, och den torraste är januari, med 70 mm nederbörd.